# Contarinia brevipalpis
Contarinia brevipalpis är en tvåvingeart som beskrevs av Harris 1979. Contarinia brevipalpis ingår i släktet Contarinia och familjen gallmyggor. Inga underarter finns listade i Catalogue of Life.